# Turdus anthracinus
El zorzal chiguanco, zorzal negro o zorzal cuyano (Turdus anthracinus) es una especie de ave paseriforme del género Turdus de la familia de los túrdidos. Se distribuye en el centro-oeste y sur de Sudamérica.

## Taxonomía
Descripción original

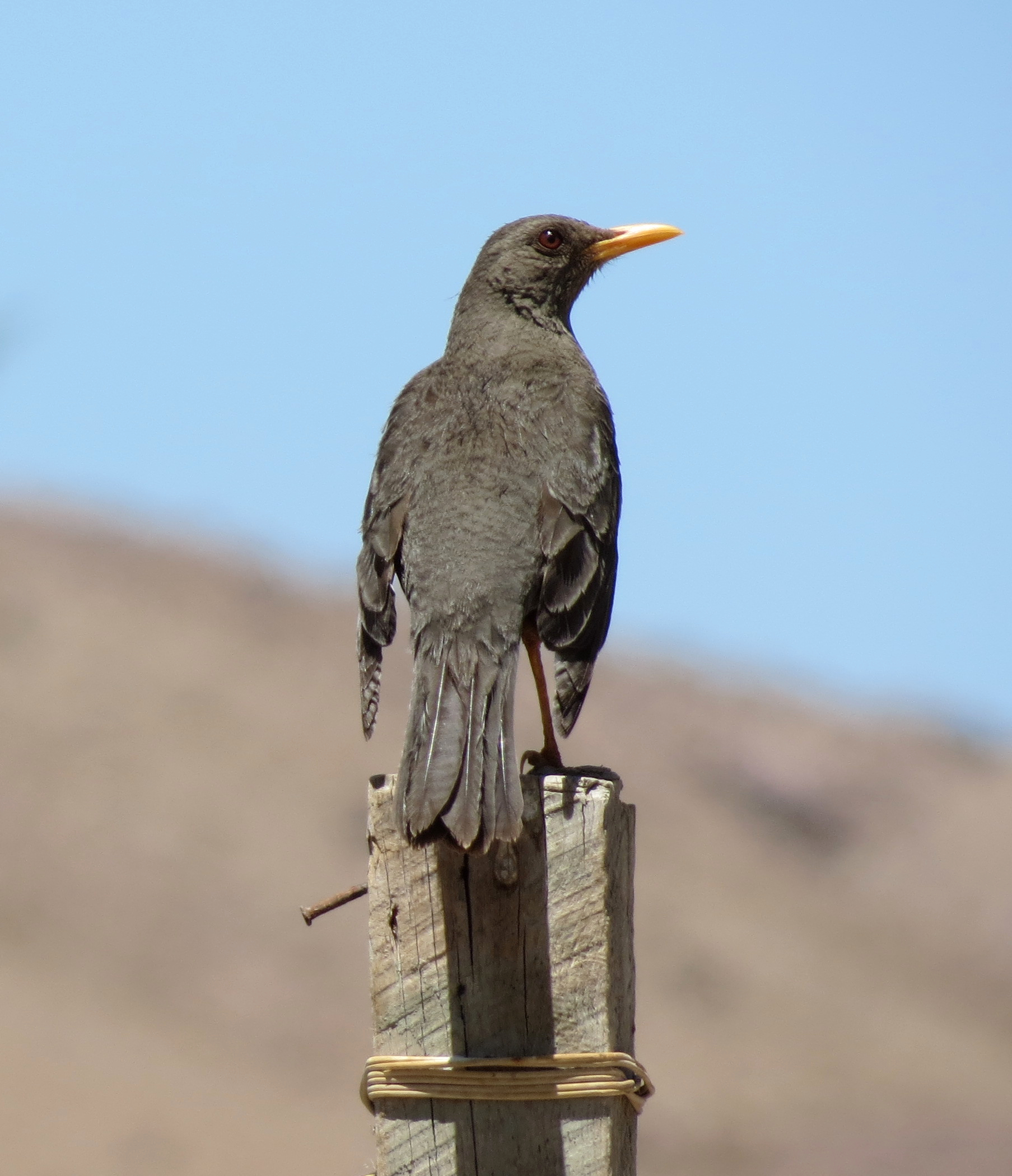
Hembra en la Región Tarapacá, Chile.

Esta especie fue descrita originalmente en el año 1858 por el zoólogo alemán, nacionalizado argentino, Carlos Germán Conrado Burmeister, con el mismo nombre científico. La localidad tipo referida fue: “Mendoza, Argentina”.
Historia taxonómica

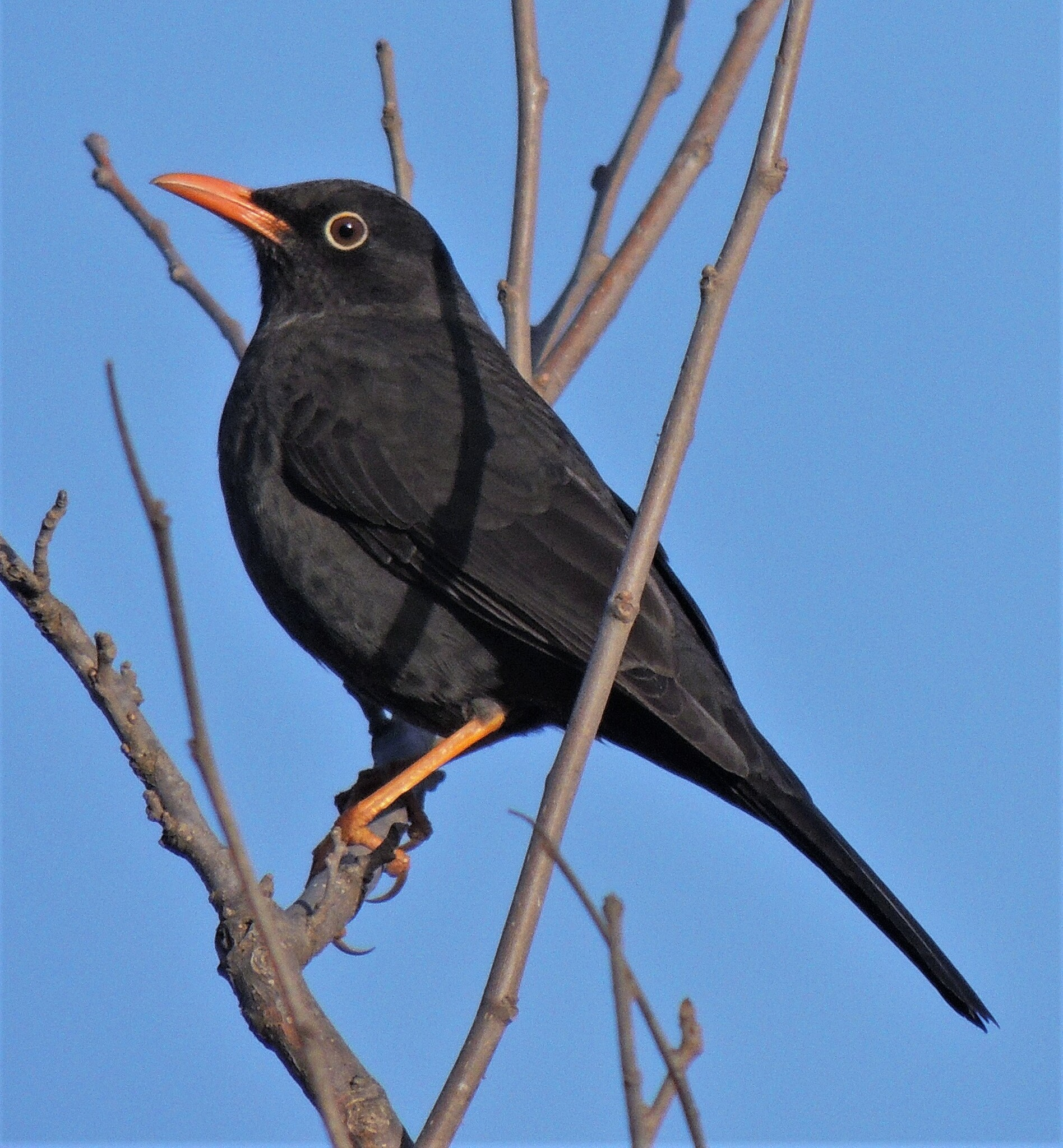
Macho en Balcosna, Catamarca, Argentina.

En el año 1910, el ornitólogo ítalo-argentino Roberto Raúl Dabbene la identifica como Phanesticus fuscater subsp. amoena.
Durante el resto del siglo XX este taxón fue tradicionalmente considerado una subespecie de Turdus chiguanco (es decir: Turdus chiguanco anthracinus). En el año 2016, BirdLife International, la Unión Internacional para la Conservación de la Naturaleza (IUCN) y el Manual de las Aves del Mundo (Handbook of Birds of the World) concluyeron en elevarlo nuevamente a la categoría de especie plena.

## Características y comportamiento
Es un pájaro algo grande, de 25  a 29 cm de largo.
El plumaje del macho es marrón-oscuro a negruzco, en ocasiones, con leve escamado ventral, siendo parduzco el de la hembra. Presenta un fuerte contraste con el amarillo del pico  y las patas (estas algo más pálidas), al igual que el estrecho anillo periocular, siendo más notorio en el macho adulto.
Difiere de Turdus chiguanco por tener el plumaje más oscuro, por tener anillo periocular amarillo, por la ausencia de rayas en la barbilla y en la garganta, por tener el ala más corta, por tener ojos marrones en vez de rojizos y por diferencias bastante marcadas en sus vocalizaciones.
Vive solo o en pareja. Frecuenta el suelo revolviendo hojarasca en busca de alimento, este se compone de invertebrados, a los que suma frutos de diversas especies. Salta ágil sobre las rocas y posa sobre ramas altas para cantar. Construye en primavera un nido abierto elaborado de fibras vegetales y tapizado internamente por pelos y plumas. Lo ubica oculto en algún arbusto o arbolito o en repisas de barrancas. Allí, solo la hembra realiza durante 11 o 12 días la incubación de la puesta, la que consta de 2 a 3 huevos celeste-verdosos, los que exhiben manchitas grises y castañas. Los pichones son alimentados por ambos padres.

## Distribución y hábitat
Esta especie habita en arboledas y bosques abiertos, tanto húmedos como áridos cerca del agua, jardines, sierras rocosas, valles y quebradas en montañas, en altitudes que van desde el nivel del mar en la costa atlántica hasta los 4000 m s. n. m. en la Cordillera de los Andes.
Se distribuye en el centro y sur de Bolivia, en áreas montañosas del centro-este y nordeste de Chile (con registros más al sur hasta Magallanes) y en el noroeste, oeste y centro de la Argentina, país en el cual su geonemia se encuentra en franca expansión hacia el sudeste, sudoeste y sur, alcanzando el norte de la Patagonia.

## Conservación
Según la organización internacional dedicada a la conservación de los recursos naturales Unión Internacional para la Conservación de la Naturaleza (IUCN), al no poseer mayores peligros y vivir en algunas áreas protegidas, la clasificó como una especie bajo “preocupación menor” en su obra: Lista Roja de Especies Amenazadas.